# Irma Contreras
Irma Contreras Boom (Caracas, 1928) es una exbailarina, coreógrafa y maestra de ballet venezolana, parte de la generación que inició la actividad dancística en el país en los años 1940. Creadora y fundadora, junto a su hermana Margot Contreras, del Ballet Nacional de Venezuela.

## Biografía

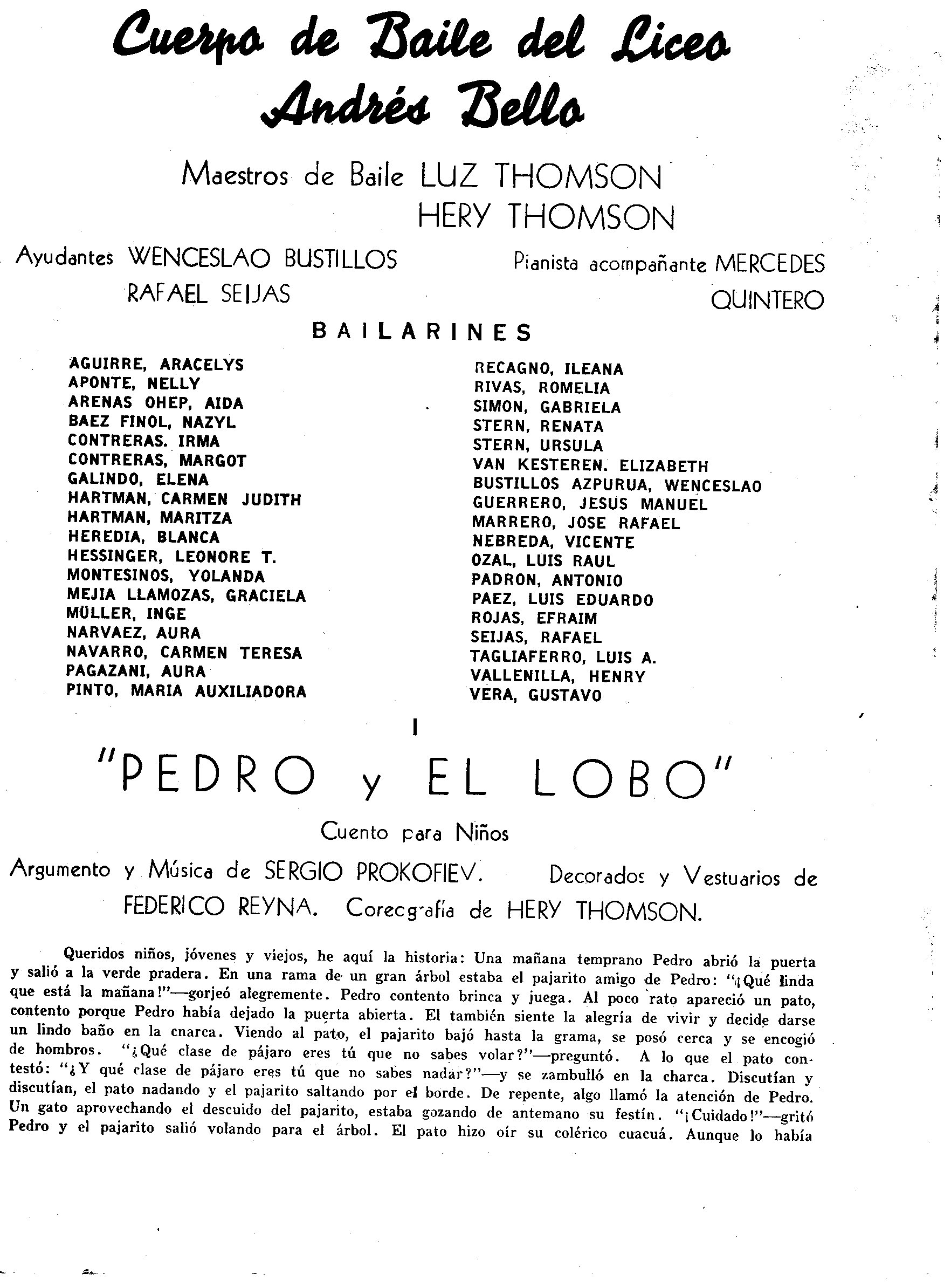
Programa de mano (página 01) de una función del cuerpo de baile del Liceo Andrés Bello. Junio de 1946. Caracas, Venezuela

Inicia sus estudios de ballet en Caracas con los maestros argentinos Hery y Luz Thomson en una cátedra experimental que abrió el Liceo Andrés Bello cerca del año 1945. 
En 1948 ingresa a la Escuela Nacional de Ballet, dirigida por Nena Coronil y posteriormente al Ballet Nena Coronil.
Junto con Vicente Nebrada viaja a Cuba en 1952 y baila en el Ballet de Alicia Alonso.

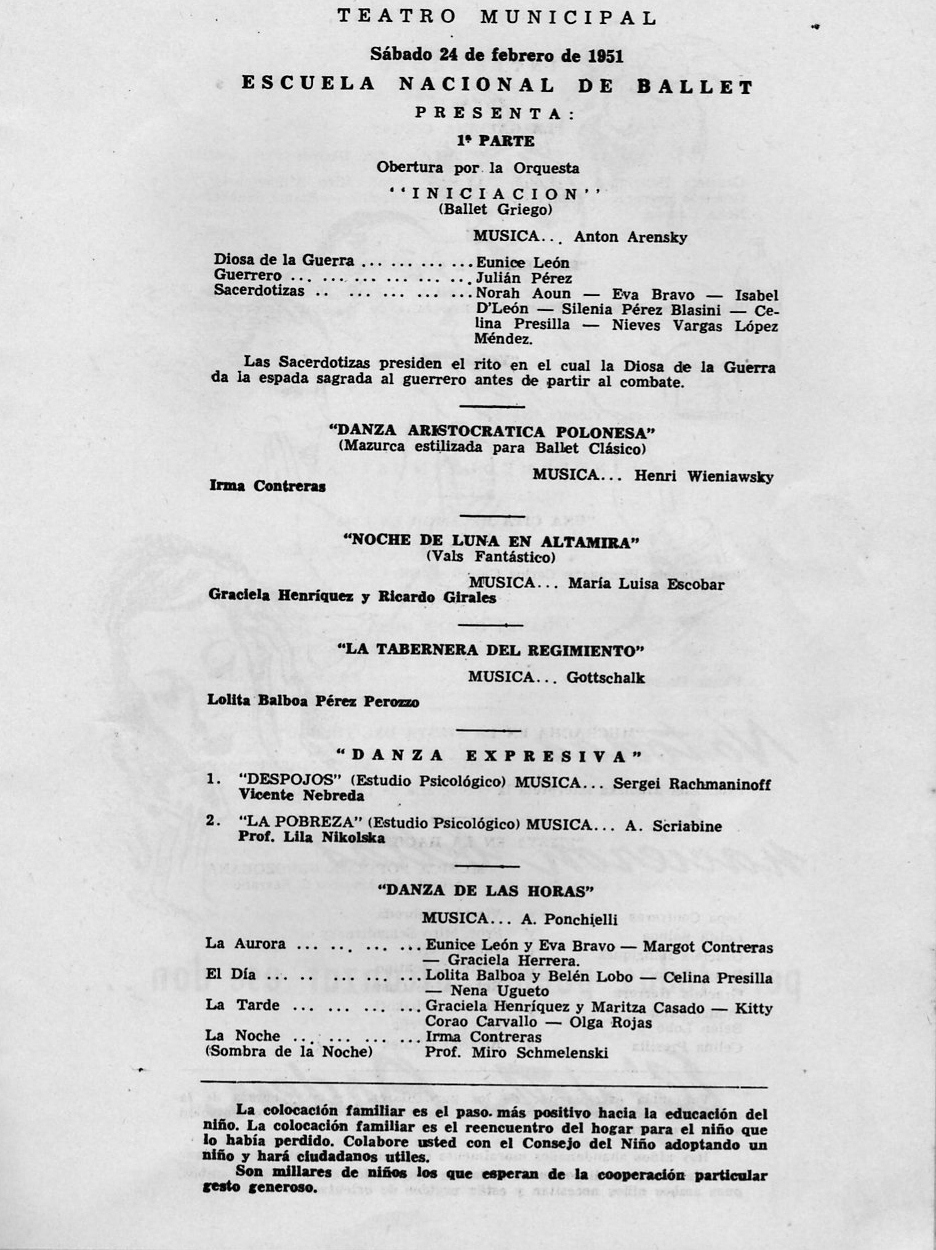
Programa de mano de una función de la Escuela Nacional de Ballet (interior). Teatro Municipal de Caracas, Venezuela, 24 de febrero de 1951.

A su regreso a Venezuela ingresa al recién creado Ballet Nena Coronil (1953). 
Durante el gobierno de Marcos Pérez Jiménez, Irma Contreras solicita una beca para estudiar en el exterior y así ampliar sus conocimientos sobre ballet; la beca le fue otorgada y, junto a Vicente Nebreda y Graciela Henríquez, viaja a París a continuar sus estudios. Estando es Francia baila en las compañías de ballet de Jean Guelis y de Paul Goubert.
En 1957 regresa a Venezuela y funda junto a su hermana Margot Contreras el Ballet Nacional de Venezuela, primera compañía de ballet profesional que existió en el país.
Irma Contreras ha sido maestra invitada de numerosas compañías de ballet y ha dictado talleres sobre el Método Cecchetti.
En 2006 publicó el libro Danza Clásica, nomenclatura y metodología.

## Coreografías

### Originales
- Estudio en Do mayor (Bizet)
- Contrapunto (Bach)
- Arcanas (Varese)

### Versiones sobre originales
- Don Quijote (pas de deux)
- El Corsario (pas de deux)
- Aguas primaverales
- Las Sílfides
- El lago de los cisnes (segundo acto)

## Premios
- 1983: Premio Consejo Nacional de Cultura de Danza Clásica.
- 2004-2005: Premio Nacional de Danza[6]
- 2008: Orden Mérito al Trabajo, renglón Danza Clásica[7]